# Paul-Louis Grenier
Pour les articles homonymes, voir Grenier (homonymie).
Paul-Louis Grenier ou Pau Loís Granier, son nom de plume en occitan, né le 21 novembre 1879 à Chambon-sur-Voueize et mort le 21 mai 1954 est un écrivain, historien et philologue limousin de langue occitane originaire de Chambon-sur-Voueize, en Creuse.
Historien, il est au début du XXe siècle spécialiste du Limousin au Moyen Âge et plus particulièrement de la ville de Limoges mais aussi des Combrailles.
Grenier est aussi philologue spécialisé dans l'étude de l'occitan, sa langue maternelle. Il est avant tout connu pour ses textes et poèmes rédigés en dialectes limousin et marchois qui font de lui une figure importante de la culture occitane en Limousin. 
Il est un des premiers auteurs à rétablir la norme classique de l'occitan pour les parlers nord-occitans et est une figure littéraire pour ces derniers.

## Biographie

### Origines et famille
Paul-Louis est le fils de François-Auguste Grenier, médecin à Chambon-sur-Voueize, vétéran de la guerre franco-prussienne, et de Berthe Aubergier, qui décède 13 mois après sa naissance.  
Les Grenier sont une vieille famille d'artisans et commerçants originaires de Limoges. Ces derniers y étaient inscrits sur les registres consulaires dès 1430 et y tenaient en 1540 une hôtellerie dite de « la Couronne ».  
Son grand-père maternel, Louis Aubergier (1820-1884), fut maire de Chambon-sur-Voueize. 
Paul-Louis a pour demi-frère l'industriel, peintre et officier de l'Armée de l'air Henri Grenier (1885-1944), ainsi qu'une demi-sœur,  Marie, issus du remariage de François-Auguste Grenier avec Marguerite Sallandrouze, fille d'un illustre tapissier d'Aubusson.
Paul-Louis Grenier est scolarisé à l'école Saint-Martial de Limoges, puis chez les maristes à Montluçon, où son père s'est installé et occupe le poste de  médecin-chef de l’hôpital.

### Historien
Chartiste, Paul-Louis Grenier soutient une thèse intitulée La cité de Limoges. Son évêque, son chapitre, son consulat (XIIe-XVIIIe siècles) qui est publiée en 1907 aux éditions Picard. 
En plus de son travail sur l'occitan et sa littérature, il produit aussi des recherches en histoire médiévale.
Sa vie professionnelle fut très liée à l'écrit, puisque Paul-Louis Grenier fut longtemps conservateur de la bibliothèque de Limoges et travailla un temps à la Bibliothèque nationale de France,.

### Langue occitane

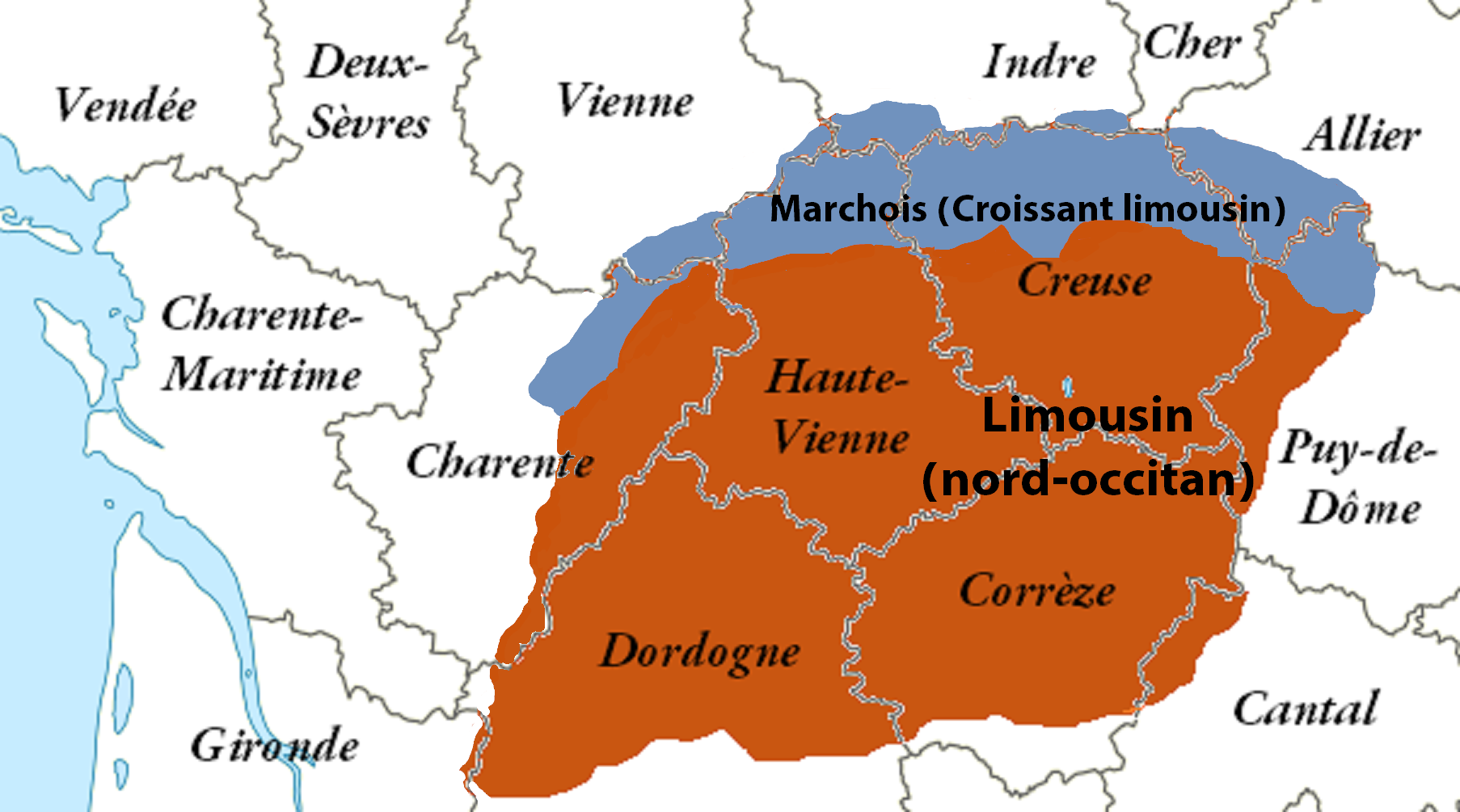
Aire linguistique de l'occitan limousin - comprenant à l'intérieur le marchois - selon Paul-Louis Grenier mais aussi Yves Lavalade et Dominique Decomps.

Paul-Louis Grenier écrivait parallèlement des textes littéraires dans plusieurs dialectes occitans sous le nom de plume Pau Loís Granier. D'abord l'occitan limousin, mais aussi le marchois, très littéraire, très travaillé,, dans lequel il n'hésitait pas à insérer des tournures plus méridionales (empruntées aux dialectes de Provence et du Languedoc) et un lexique assez « archaïque » voire médiéval. Il possède en effet une prédilection pour l'ancien occitan et les troubadours. Cette langue littéraire et empruntant à différents dialectes occitans lui fut d'ailleurs reprochée par certains de ses contemporains, notamment par des Limousins et des Marchois, qui souffraient de ne pas y retrouver leur parler. 
Les thèmes qu'il traita sont souvent mythologiques, merveilleux, et il décrit des lieux et des personnages liés au Limousin d'une façon souvent fantastique. Parmi les sujets récurrents dans son œuvre, on trouve l'abbaye de Chambon et les Combrailles,, la ville de Limoges, celle de Bourganeuf et le mystérieux prince ottoman Zizim qui y vécut, les animaux fantastiques comme la licorne, etc.

Membre du Félibrige, il est en est une des principales figures en Limousin et des auteurs de la revue Lemouzi. Il est élu en 1944 majoral du Félibrige et a reçu la légion d'honneur. 

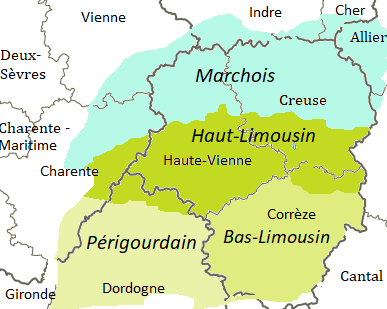
Sous-dialectes limousins selon Paul-Louis Grenier.

Ses textes sont réalisés en graphie classique de l'occitan et il est un des premiers à l'adapter et en faire usage dans la vaste aire du nord-occitan,. Il l'adapte donc aux dialectes limousin et marchois relativement tôt, l'auvergnat voisin par exemple le sera quelques décennies plus tard notamment avec les travaux de Benezet Vidal, lui aussi originaire des Combrailles. 
Dans sa grammaire du Limousin, il découpe l'occitan limousin en quatre sous-dialectes que sont le Haut-Limousin (deux tiers sud de la Haute-Vienne, plateau de Millevaches, et pointe nord de la Corrèze), le Bas-limousin (Corrèze), le Périgourdain (deux-tiers nord du Périgord et franges de la Charente), et le Marchois (nord de la Charente, de la Creuse et de la Haute-Vienne, franges sud de l'Indre, du Cher et de la Vienne, puis les Combrailles). Ce découpage ne fut cependant pas approuvé par tous les linguistes qui ont étudié ces parlers après lui.
Il meurt en 1954 dans sa ville natale de Chambon-sur-Voueize.

## Publications

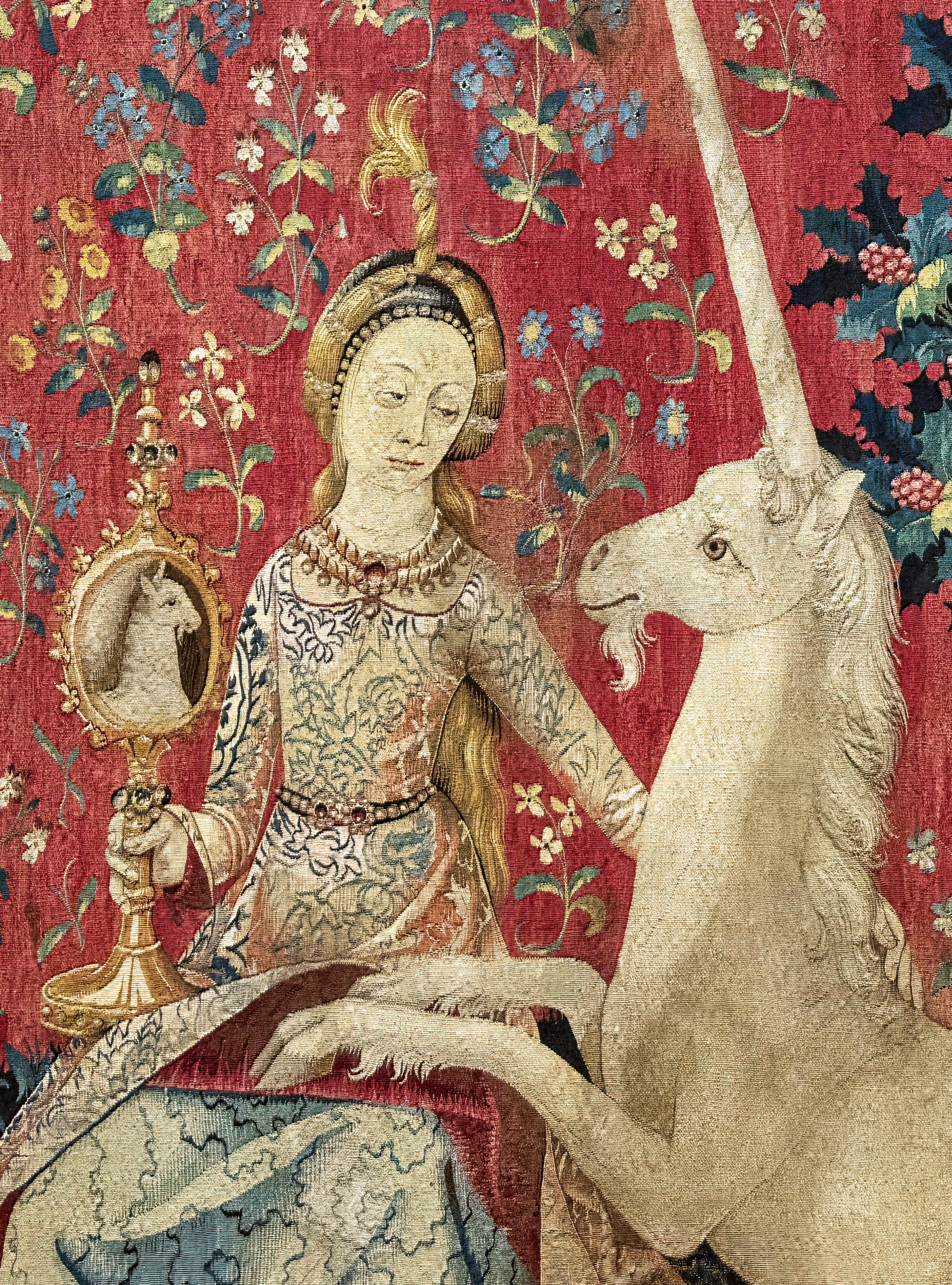
Tapisserie de Boussac : Elle a inspiré le poète pour son texte La Dama a l'unicorn.

Il a écrit 93 poèmes remarquables, réunis dans les recueils La chansó de Combralha (1927), La Dama a l'Unicòrn (1933), Imatges (1939), L'Arribada, Vielh Lemòtges (1940), Paisatges (1948) ou encore Los mestres dau fuec. L'ensemble de son œuvre fut réédité en un volume Òbra poetica occitana aux éditions Lo Chamin de Sent Jaume (Meuzac) en 2001,. Parmi ces textes d'autres sont intégrés à des recueils généraux de poésie occitane.
Ses poèmes furent mis en musique par plusieurs chanteurs occitans, comme Jan dau Melhau, et Bernard Combi. Il est aussi l'auteur d'un abrégé de grammaire d'occitan  qui comprend les dialectes limousin et marchois qui connaît plusieurs rééditions.

### Ouvrages
Liste non exhaustive établie par ordre chronologique du plan ancien au plus récent.
Littérature
- L'Archipel enchanté, Société littéraire de France, Paris, 1920.
- Chansó de Combralha (La chanson de Combraille), éditions Occitania, Paris / Toulouse, 1927, ([lire en ligne] sur le site de la Bibliothèque numérique du Limousin) .
- La Dame à la Licorne, poèmes en langue d'oc, précédés d'une notice sur le prince Djem, dit Zizim, fils de Mahomet II, 1933.
- Imatges (Images, poèmes en langue d'oc avec traduction française en regard), éditions Privat, Toulouse, 1939.
- Vielh Lemòtges (Vieux Limoges : poèmes en langue d'oc), éditions Privat, Toulouse, 1940.
- Grenier (Préface), Marguerite Genès, Mathilde Peyre Leis d'Amor, édition analytique des Leys d'Amor, 1944.
- Paisatges (Paysages, poèmes en langue d'oc), éditions occitanes, Castelnaudary, 1948.
- Òbra poetica occitana (dir. Jan dau Melhau), Edicions dau Chamin de Sent Jaume, Meuzac, 2001.

Recherches en Histoire et linguistique
- La cité de Limoges, son évêque, son chapitre, son consulat (XIIe – XVIIIe siècles), éditions Picard, Paris, 1907.
- Abrégé de grammaire limousine (Bas-Limousin, Haut-Limousin, Marchois), première édition dans les Mémoire de la Société des Sciences de la Creuse, vol. 30-2, éditions de la Société des sciences naturelles, archéologiques et historiques de la Creuse, Guéret, 1950, p. 325-352 ; deuxième édition chez les éditions Lecante, Guéret, 1950.

## Hommages
- Plusieurs villes limousines possèdent une rue Paul-Louis Grenier, C’est notamment le cas de Limoges (Haute-Vienne), Guéret (Creuse) et Brive-la-Gaillarde (Corrèze).

## Pour approfondir